# 석등보
석등보(昔登保, ?~?)는 신라 초기의 귀족이다.

## 생애
실성 마립간의 어머니인 이리부인 김씨가 그의 딸이라 한다. 그러나 다른 설에는 벌휴 이사금의 딸 또는 후손이라는 설이 있다.
벌휴 이사금의 아들 석골정의 서자로 추정된다. 최종 관직은 6두품에 해당하는 아간(阿干)에 이르렀다.

## 가족 관계
- 딸 : 이리부인(伊利夫人) 또는 기리부인(企利夫人), 예생부인(禮生夫人)
- 사위 : 김대서지
  - 외손자 : 실성 마립간

## 같이 보기
- 벌휴 이사금
- 이리부인 김씨
- 실성 마립간
- 김대서지